# ويليام تشارلز موريس
ويليام تشارلز موريس (بالإنجليزية: William Charles Morris)‏ هو رسام كارتون أمريكي، ولد في 6 مارس 1874 في سولت ليك في الولايات المتحدة، وتوفي في 10 أبريل 1940 في ناياك في الولايات المتحدة.